# Виноград
Виноград је пољопривредно земљиште које је засађено са виновом лозом и које се користи за виноградарство или производњу грожђа.
Свети Трифун је светац заштитник виноградара у православљу, док у римокатолицизму је то Свети Мартин Турски.
Квалитету плода винограда одлучују бројни чиниоци, као што је на пример локација, изложеност сунцу, микроклиматски услови и тло.

## Историја
Најранији докази производње вина датирају између 5000. и 6000. п. н. е.
Технологију винарства значајно су побољшали стари Грци, али највећи напредак је учињен након распада Римског царства са култивационом техником, која је била уобичајена у целој Европи.
У средњовековној Европи, Католичка црква је била одана присталица вина, које је било неопходно за одржавање католичке мисе. Током дугих нестабилности средњег века, католички манастири одржавали су и развијали виноградску праксу, имајући ресурсе, безбедност, стабилност и интерес за побољшање квалитета својих вина. Они су у свом власништву имали најбоље винограде у Европи, а vinum theologium је сматрано за супериорније у односу на све остале.
Виногради у Европи били су засађени разним врстама Vitis vinifera грожђа. Међутим, крајем 19. века, цела врста је скоро уништена од биљних ваши случајно уведених у Европу из Северне Америке. Амерички виноградари су развили сорте винове лозе, као што је Vitis labrusca, која је отпорна на ваши. Сорте винове лозе су спасили тако што су их калемили на сорте америчких виноградара.